# 라자르 카르노

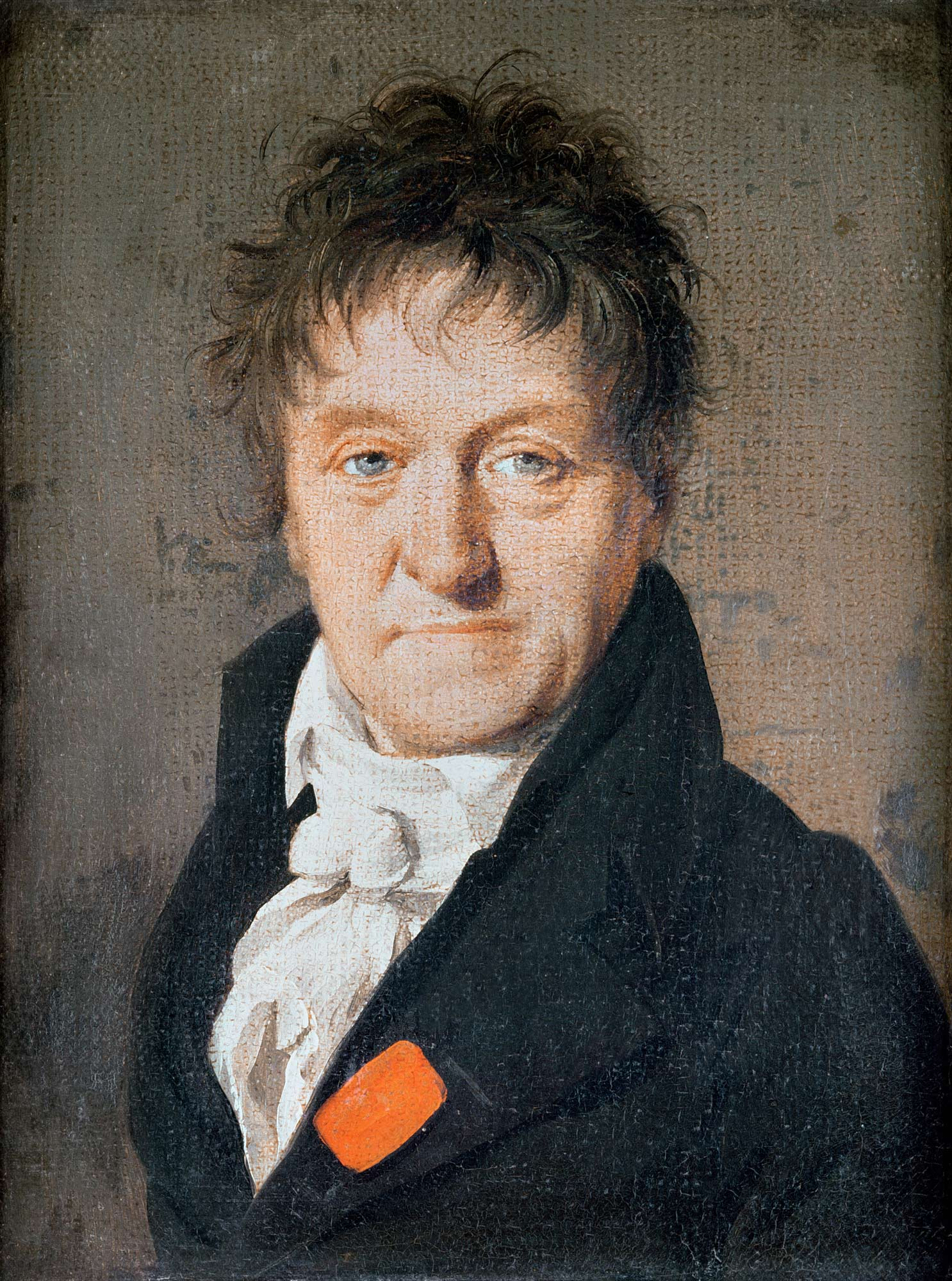
라자르 카르노

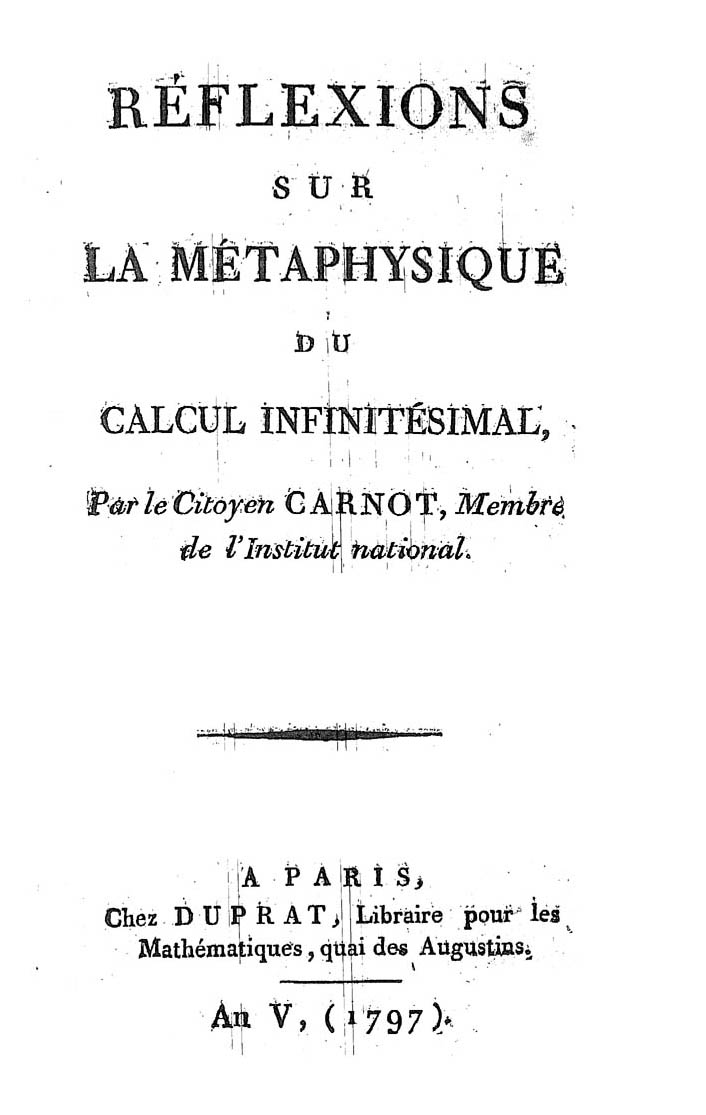
Réflexions sur la métaphysique du calcul infinitésimal, 1797

라자르 카르노(프랑스어: Lazare Carnot, 1753년 5월 13일 - 1823년 8월 2일)는 프랑스의 공학자이자 수학자이며 정치인이다. 카르노의 정리를 증명하였다. 나폴레옹 황제 시절 내무장관과 전쟁부 장관을 지냈다. 또한, 열역학에 공헌한 니콜라 레오나르 사디 카르노와 프랑스 제2공화국에서 교육부 장관을 지낸 라자르 이폴리트 카르노(프랑스어:Lazare Hippolyte Carnot)의 아버지이다.
라자르 카르노는 18세기 말부터 19세기 초에 걸쳐 프랑스에서 가장 힘있는 사람이었다. 정치와 전쟁에서 뛰어난 수완을 발휘한 그는 프랑스 역사에서 ‘위대한 카르노’ 혹은 ‘승리의 조직자’로 알려져 있다. 뿐만 아니라 그는 과학과 기술에서 중요한 발견을 했다. 그의 연구 목표는 복잡한 기계에서 일반적인 작동 원리를 얻는 것이었다.
오늘날 라자르 카르노의 여러 논문들은 중요한 공헌으로 인정되지는 않지만, 그의 연구는 중요한 맥락에서 살아남았다. 수차를 비롯한 여러 가지 수력 기계들은 떨어지는 물에 의해 움직이며, 떨어지는 높이가 높을수록 더 많은 일을 한다는 수력 기관에 대한 라자르 카르노의 견해는 아들 니콜라 레오나르 사디 카르노에게 큰 영향을 주었다.

## 같이 보기
- 개선문에 새겨진 이름들